# EVGA Corporation
EVGA Corporation es una empresa tecnológica fundada en julio de 1999, dedicada principalmente a la industria del hardware, con sede en Brea, California.
Los principales productos de EVGA son tarjetas gráficas basadas en GPUs de Nvidia, así como placas base de plataformas Intel, AMD o fuentes de alimentación.

## Productos

### Tarjetas gráficas
Hasta el 2022, el principal mercado de EVGA es el de las tarjetas gráficas basadas en GPUs nVidia. En el año 2022 EVGA rompe relaciones comerciales con nVdia, siendo la última serie de tarjetas gráficas fabricadas las de la serie RTX 3000.

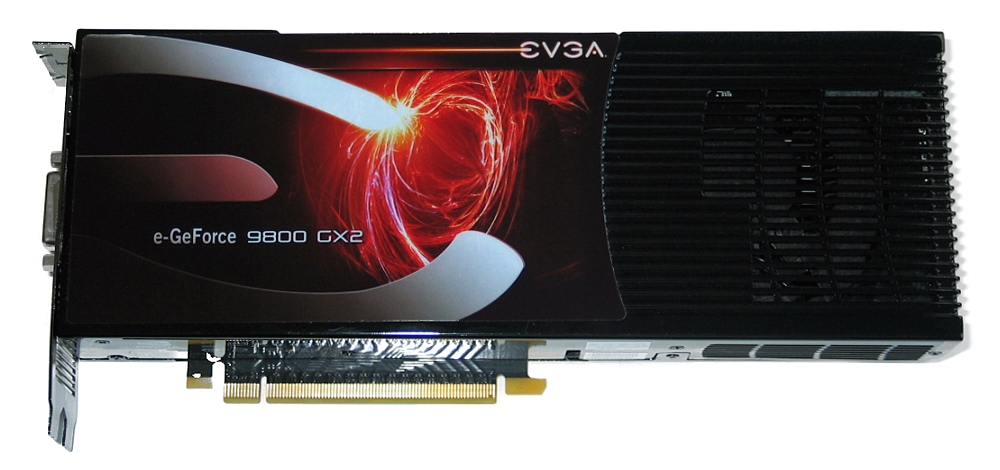
Tarjeta gráfica nVidia GeForce 9800 GX2 PCIe de EVGA

Cuenta con diferentes modelos, que se caracterizan, por ejemplo, porque algunos de ellos salen overclockeados de fábrica u otros cuentan con accesorios para acoplar una refrigeración líquida, también de fábrica.

### Placas Base
En el mercado de placas base, EVGA cuenta con diferentes modelos, basados en plataformas Intel, AMD  y dedicados principalmente al mercado entusiasta, ya que cuentan con buenas características de overclock.
Al principio, las placas base estaban basadas en chipsets nVidia, pero en la actualidad, EVGA ha incorporado nuevos modelos basados en chipsets Intel.

### Calidad
Uno de los mayores motores que impulsó a dicha compañía, es la calidad de todos sus componentes electrónicos dando en algunos de sus productos garantias hasta de 4 años, sus precios suelen ser algo altos respecto a las demás, en este caso en su línea de tarjetas gráficas.

### Accesorios
EVGA también cuenta con una gama de accesorios, tales como bloques de refrigeración líquida, refrigeradores de VGA, fuentes de alimentación, cables para conexiones multi GPU, adaptadores y por último tarjetas de audio.